# Täcknamn: Rainbow
Täcknamn: Rainbow är en technothriller av Tom Clancy som kom ut 1998. Boken är en del av Clancys Jack Ryan-serie, fast huvudpersonen i bokserien, Jack Ryan, är inte med; han bara nämns. Huvudpersonen är i stället John Clark som har tilldelats befälet över specialstyrkan Rainbow med terrorbekämpning som huvuduppgift. Berättelsen fokuserar på Clark, hans medhjälpare och svärson Domingo Chavez och Rainbow-gruppens operationer.
Boken skrevs i samtidigt som datorspelet Tom Clancy's Rainbow Six som producerades av Clancy kom ut.